# Прествич, Джозеф
Сэр Джозеф Прествич (англ. Joseph Prestwich; 1812—1896) — британский геолог и промышленный деятель.

## Биография
Родился 12 марта 1812 года в Клэпхэме, Лондон.
Получил образование в Париже и Рединге, затем поступил в Университетский колледж Лондона, где изучал химию и естественную философию. Будучи студентом, он основал недолго просуществовавшее братство Zetetical Society.
В 1830 году Джозеф начал работать в семейном винном бизнесе. Эта работа способствовала путешествиям по Соединенному Королевству, а также другим странам Европы — Франции и Бельгии. В ходе этих поездок Прествич сделал много геологических наблюдений и в 1833 году стал членом Геологического общества Лондона и опубликовал в нём спустя два года свою первую статью. Следующий труд 1836 года — Geology of Coalbrookdale, основанный на наблюдениях, сделанных в течение 1831—1832 годов, подтвердил его репутацию геолога.

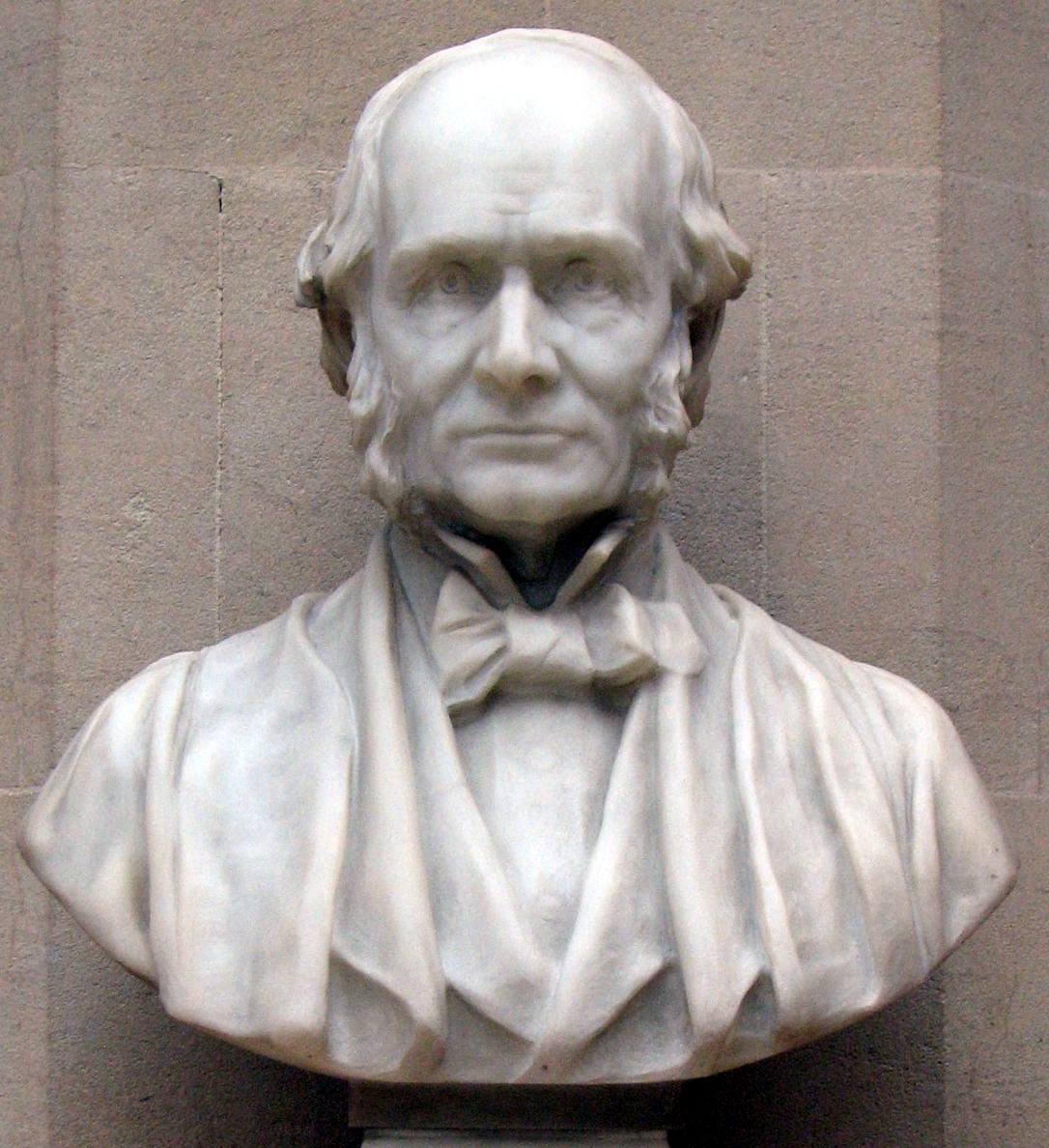
Бюст Джозефа Прествича Оксфордском музее природной истории

В последующие годы Джозеф Прествич занимался преимущественно геологией. С 1846 года его внимание было сосредоточено на третичных отложениях Лондонского бассейна, которые он впоследствии классифицировал, а затем связал с третичными отложениями по всей Англии, Франции и Бельгии. В 1858 году Хью Фалконер убедил Прествича посетить Абвиль, где Буше де Перт утверждал, что обнаружил кремнёвые орудия в гравийных отложениях долины Соммы, тем самым установив древность человека. В компании с Джоном Эвансом Прествич посетил гравийные отложения в Saint-Acheul департамента Сомма и подтвердил открытие Буше де Перта. Доклад Джорджа Прествича по этому вопросу был опубликован в журнале Proceedings of the Royal Society в 1859–1860 годах.
В конце 1860-х годов Прествич работал в Королевской комиссии по углю и Королевской комиссии по столичному водоснабжению . В 1870–1872 годах он был президентом Лондонского геологического общества. В 1874 году был назначен на кафедру геологии в Оксфордском университете, где выпустил несколько важных работ. В 1888 году Прествич уехал из Оксфорда в Shoreham в Кенте, где продолжал работать до конца своей жизни.
Джозеф Прествич был избран членом Лондонского королевского общества в 1853 году и награжден его Королевской медалью в 1865 году. В 1873 году он  был награжден медалью Телфорда (Telford Medal) за работу под названием «On the Geological Conditions affecting the Construction of a Tunnel between England and France». Был посвящён в рыцари в 1896 году.
С 1870 года был женат на шотландской писательнице Грейс Энн Макколл, племяннице Хью Фалконера.
Умер 23 июня 1896 года в местечке Shoreham, графство Кент, Англия. Был похоронен на местном погосте церкви St Peter and St Paul.
В 1903 году (по другим данным в 1902 году) на средства Джозефа Прествича и по его завещанию была учреждена научная награда Геологического общества Лондона за выдающиеся достижения в области геологии — медаль Прествича.